# Adam Kram
Adam Kram (ur. 15 listopada 1984 w Warszawie) – polski perkusista, kompozytor, muzyk sesyjny oraz twórca nowatorskich projektów muzycznych. W 2017 został zaliczony do grona 101 Polskich Perkusistów Wszech Czasów przez magazyn „Perkusista”.

## Życiorys
Ukończył Zespół Państwowych Szkół Muzycznych nr. 4 im. K. Szymanowskiego w Warszawie oraz Uniwersytet Muzyczny Fryderyka Chopina w Warszawie w klasie perkusji. Jest również absolwentem Wydziału Ratownictwa Medycznego w Warszawie oraz abiturientem warszawskiego Studium Pedagogicznego.
Jest perkusistą i współkompozytorem zespołu rockowego Chemia, z którym gra od czasu powstania bandu w 2010. Trzy płyty długogrające nagrane z Chemią: „In The Eye”, „The One Inside” i „Let Me” zostały zarejestrowane w kanadyjskim studio Bryana Adamsa w Vancouver przy współpracy z wybitnymi zagranicznymi producentami muzycznymi jak Randy Staub, Eric Mosher i Mike Fraser. Wraz z Chemią ma na swoim koncie suporty światowej sławy zespołów jak: Deep Purple, Guns N’ Roses, Red Hot Chili Peppers, Metallica, Alice in Chains, Ahthrax, I Am Giant, Skindred i Limp Bizkit.
W 2013 stworzył muzyczny projekt klubowy „Stage Fever”, którego jest perkusistą i managerem. Zgodnie z jego zamysłem „Stage Fever” łączy w sobie live act zespołu, wokalistów i DJ-a, którzy wspólnie, na żywo grają hity klubowe z całego świata w niecodziennych aranżacjach. Do współpracy przy tym projekcie zaprosił wokalistów z „The Voice of Poland”, „Bitwy na Głosy”, muzyków Lady Pank, Kasi Kowalskiej, Edyty Bartosiewicz oraz inne osobistości ze świata polskiej muzyki.
W 2015 po raz pierwszy pojawił się na deskach Teatru Rampa. Do tej pory występował w musicalach „Rapsodia z Demonem” z muzykami zespołu Queen, „Jesus Christ Superstar” i „Kobiety na skraju załamania nerwowego”.
Od 2012 regularnie współpracuje z Sylwią Grzeszczak. Jako muzyk sesyjny pracuje również z wieloma innymi artystami i składami jak: Wilki, Bracia, Janusz Stokłosa, Maryla Rodowicz, Robert Janowski, Marek Kościkiewicz, Janusz Radek, Alicja Boratyn, Mikołaj Majkusiak, Marek Piekarczyk z TSA, Liber, Damian Ukeje, Ewelina Lisowska, Yaka Band, Opolska Orkiestra Festiwalowa, Zygmunt Kukla Band czy dużymi składami symfonicznymi jak: Orkiestra Polskiego Radia, Sinfonia Iuventus i Sinfonia Varsovia. Ponadto w 2009 wystąpił z amerykańską piosenkarką Jennifer Rush w „Koncercie dla Europy” zorganizowanym z okazji 5. rocznicy wstąpienia Polski do Unii Europejskiej.
Pierwszy jego kontakt z show biznesem na ogólnopolską skalę miał miejsce w 2004. Ówczesny kierownik muzyczny popularnego formatu telewizyjnego „Jaka to melodia?” Zygmunt Kukla zaproponował mu stałą współpracę przy programie, na potrzeby którego Adam Kram założył zespół muzyczny Yaka Band. Współpraca ta nieprzerwanie trwa do dziś.

## Dyskografia
- Alicja Boratyn – Higher (2007, QL Music)[1]
- Waldemar Kuleczka & Big Bit – Pod prąd (2007, Fonografika)[2]
- Janusz Radek – Gdzieś-po-między (2010, Magic Records)
- Wilki – Wszyscy marzą o miłości (2022, Agora S.A.)[3]